# Maria Cristina de Savoia
Maria Cristina de Savoia   (Càller, 14 de novembre de 1812 - Nàpols, 31 de gener de 1836) Maria Cristina de Savoia, reina de les Dues Sicílies. Princesa de Sardenya i duquessa del Piemont de la  Casa de Savoia amb el tractament d'altesa reial que es casà en el si de la Casa Reial de les Dues Sicílies. És venerada com a beata per l'Església catòlica.

## Biografia
Maria Cristina era la filla petita del rei Víctor Manuel I de Sardenya i de l'arxiduquessa Maria Teresa d'Àustria-Este. Nascuda a Càller, capital de l'illa de Sardenya i residència de la família reial Savoia durant l'ocupació napoleònica, el dia 14 de novembre de 1812, era filla del rei Víctor Manuel I de Sardenya i de l'arxiduquessa Maria Teresa d'Àustria-Este. Neta per línia paterna del rei Víctor Amadeu III de Sardenya i de la infanta Maria Antònia d'Espanya, ho era per via materna del duc Ferran III de Mòdena i de la princesa Maria Beatriu d'Este.
Va créixer a Torí i en 1830 fou promesa en matrimoni al rei Ferran II de les Dues Sicílies, fill del rei Francesc I de les Dues Sicílies i de la infanta Maria Isabel d'Espanya, matrimoni celebrat el 21 de novembre de 1832 al santuari de Nostra Signora dell'Acquasanta de Gènova.
Era modesta, reservada, profundament religiosa i pietosa, excessivament púdica i reservada (arribà a fer que les ballarines del Teatro de San Carlo de Nàpols haguessin de portar mitges negres, provocant el descontentament del públic), i no s'acostumà a viure a la cort napolitana, on els costums eren més extravertits que a la torinesa. A més, aviat es va fer palesa la incompatibilitat de caràcters amb el seu marit. Va fer gran amistat amb la seva cunyada Maria Antonieta, fins que marxà a Florència en casar-se en 1833.
La parella tingué un únic fill, Francesc II de les Dues Sicílies, nat a Nàpols l'any 1836 i mort a Arco (Trento) el 1894. Es casà amb la duquessa Maria Sofia de Baviera.
Maria Cristina morí el dia 31 de gener de l'any 1836, escassos dies després d'haver donat de llum a l'últim rei de les Dues Sicílies.

## Veneració
Fou sebollida al panteó reial de la Basílica de Santa Clara de Nàpols. Per la seva pietat, era coneguda com la Reginella Santa. El seu vidu, tot i casar-se novament amb Maria Teresa d'Habsburg-Teschen, va impulsar el procés de beatificació de Maria Cristina. El 9 de juliol de 1859 va ser declarada Servent de Déu, el 6 de maig de 1939 Venerable Serva de Déu i el 3 de maig de 2013 el Papa Francesc va autoritzar un decret que reconeixia un miracle a causa de la seva intercessió, una etapa més del seu procés de beatificació. La seva beatificació va tenir lloc el 25 de gener de 2014 a la basílica de Santa Chiara (Nàpols), on està sepultada, convertint-la en beata Maria Cristina de Savoia.